# Cour africaine des droits de l'homme et des peuples
La Cour africaine des droits de l'homme et des peuples (CADHP) est une juridiction internationale régionale spécialisée en droits de l'homme et établie par les membres de l'Union africaine (UA) pour mettre en œuvre les dispositions de la Charte africaine des droits de l'homme et des peuples. Basée à Arusha (Tanzanie), elle est une des trois juridictions régionales des droits de l'homme existantes (avec la Cour européenne des droits de l'homme et la Cour interaméricaine des droits de l'homme).
La CADHP est supposée devenir à terme la Section des droits de l’homme de la future Cour africaine de justice et des droits de l’homme (CAJDH), appelée à être l’organe judiciaire principal de l’UA.

## Création
La Charte africaine des droits de l’homme et des peuples, adoptée par la Conférence des chefs d’État et de gouvernement de l’Organisation de l’unité africaine (OUA) le 27 juin 1981 à Nairobi (Kenya) est entrée en vigueur le 21 octobre 1986 et a été ratifiée par tous les États membres de l’Union africaine (UA). La Charte africaine prévoit la création d'une Commission africaine des droits de l’homme et des peuples pour contrôler l’application de la Charte par les États parties. Toutefois, les lacunes de cette commission ont remis sur les rails le projet d’une véritable juridiction chargée du respect des droits garantis par la Charte africaine, dont les décisions seraient contraignantes pour les États.
En juin 1994, lors de la Conférence des chefs d’État et de gouvernement de l’OUA de Tunis (Tunisie), le processus d’élaboration du Protocole à la Charte africaine portant création de la Cour africaine des droits de l'homme et des peuples a été officiellement lancé. Le protocole est finalement adopté à Ouagadougou (Burkina Faso), à l’occasion de la 34e session ordinaire de la Conférence des chefs d’État et de gouvernement de l’OUA le 10 juin 1998.
Le Protocole entre en vigueur avec la ratification de 15 pays, ce qui est atteint le 25 janvier 2004. Toutefois, la Cour n’est véritablement opérationnelle qu'au début de l’année 2009. Le 15 décembre 2009, la Cour rend son premier jugement, qui portait sur l'importante affaire Hissen Habré. La Cour s'était toutefois déclarée incompétente: v. Tchikaya (B.), Mémento de la jurisprudence du droit international public,  Ed. Hachette, Supérieur, 2017.

## Pays membres
Sur les cinquante-cinq États composant l’UA, plus de la moitié, soit trente-quatre États, ont ratifié le Protocole de Ouagadougou : l’Afrique du Sud, l’Algérie, le Bénin, le Burkina Faso, le Burundi, le Cameroun, la Côte d’Ivoire, les Comores, le Congo, le Gabon, la Gambie, le Ghana, la Guinée Bissau, le Kenya, la Libye, le Lesotho, le Mali, Madagascar, le Malawi, le Mozambique, la Mauritanie, l’île Maurice, le Nigeria, le Niger, l’Ouganda, la République arabe Sahraouie démocratique,  la République démocratique du Congo, le Rwanda, le Sénégal, la Tanzanie, le Tchad, le Togo et la Tunisie et la Zambie.
Sur ces trente-quatre États, seulement huit ont formulé une Déclaration conformément à l’article 34 (6) du Protocole de Ouagadougou permettant aux personnes physiques et aux organisations non-gouvernementales  de porter le cas d’une violation d’un droit de l’homme directement devant la Cour ou indirectement via la Commission : le Burkina Faso, le Malawi, le Mali, le Niger, le Ghana, le Rwanda, la Tunisie, la Gambie.
La Côte d'Ivoire, le Bénin, le Rwanda et la Tanzanie ont retiré leur Déclaration.

## Compétence
La CADHP a pour mandat de juger le respect par un Etat partie des droits de la Charte africaine des droits de l’Homme et des peuples et de tout autre instrument relatif à la protection des droits de l’homme ratifié par cet Etat.
La Cour n’est qu’un mécanisme subsidiaire dans le cadre duquel le juge interne reste le principal juge de droit commun. Elle ne peut donc être saisie qu’après épuisement des voies de recours internes (article 56 de la Charte) afin de s’assurer que l’État ait eu connaissance de la violation et ait pu tenter d’y remédier.
Les personnes physiques et les organisations non-gouvernementales peuvent, sous certaines conditions, porter le cas d’une violation d’un droit de l’homme directement devant la Cour ou indirectement via la Commission africaine des droits de l’homme et des peuples. Elle nécessite au préalable une déclaration facultative d’acceptation de sa juridiction de la part de l'État partie qui constitue un acte discrétionnaire de ce dernier. Cette mesure a été une pomme de discorde majeure entre les États durant les différents cycles de négociations.

## Composition
La Cour se compose de onze juges élus pour un mandat de six ans renouvelable une fois. Les juges restent cependant en fonction jusqu’à leur remplacement. La Cour ne peut comprendre plus d’un juge de la même nationalité.
Les juges élisent en leur sein un président et un vice-président pour une période de deux ans renouvelable une fois.

### Juges en Octobre 2024
- Imani Daud Aboud (présidente) (Tanzanie)
- Sacko Modibo  – (vice-président) (Mali)
- Rafaâ Ben Achour (Tunisie)
- Ntyam Ondo Mengue (Cameroun)
- Tujilane Rose Chizumila (Malawi)
- Bensaoula Chafika (Algérie)
- Blaise Tchikaya (Congo)
- Stella Isibhakhomen Anukam (Nigeria)
- Dumisa Ntsebeza (Afrique du Sud)
- Denis Adjei (Ghana)
- Duncan Gaswaga (Ouganda)

## Retraits de la Déclaration d’acceptation de la juridiction de la Cour
Ni la Charte ni son protocole additionnel ne contiennent respectivement de clauses de dénonciation et de retrait de la Déclaration mais il est clair que cette absence implique la reconnaissance aux États parties de la possibilité de dénoncer et donc retirer ultérieurement leur Déclaration.
Sur trente-un États ayant ratifié le protocole de Ouagadougou, seulement dix ont formulé une Déclaration conformément à l’article 34 (6) du protocole de Ouagadougou mais, quatre seulement après sa première décision au fond en 2013, le premier État, à savoir le Rwanda, la retirait le 24 février 2016, puis la Tanzanie le 14 novembre 2019, le Bénin le 24 mars 2020 et enfin la Côte d’Ivoire le 28 avril 2020.
En ce qui concerne la Côte d'Ivoire et le Bénin, la décision de retrait fait suite aux reproches d’ingérence des gouvernements des deux dans leurs affaires de politique intérieure. Pour le Bénin, il s'agit de l'affaire Sébastien Germain Marie Aïkoue Ajavon c. République du Bénin dans laquelle la Cour demandait au Bénin de surseoir à la tenue de l’élection des conseillers municipaux et communaux, et pour la Côte d'Ivoire celle de Guillaume Kigbafori Soro et autres c. République de Côte d’Ivoire  dans laquelle elle ordonnait à la Côte d’Ivoire de surseoir à l’exécution du mandat d’arrêt émis contre Guillaume Soro.
Finalement, en l’espace de quatre ans, une grande partie des États ayant formulé la Déclaration l’ont retirée. Ces retraits constituent un coup d’arrêt important à la construction africaine d’un système juridictionnel des droits de l’homme.